# Moutoux
Moutoux là một xã trong vùng hành chính Franche-Comté, thuộc tỉnh Jura, quận Lons-le-Saunier (quận), tổng Champagnole. Tọa độ địa lý của xã là 46° 47' vĩ độ bắc, 05° 56' kinh độ đông. Moutoux nằm trên độ cao trung bình là 650 mét trên mực nước biển, có điểm thấp nhất là 585 mét và điểm cao nhất là 870 mét. Xã có diện tích 4.27 km², dân số vào thời điểm 1999 là 58 người; mật độ dân số là 14 người/km².

## Thông tin nhân khẩu
| 1962 | 1968 | 1975 | 1982 | 1990 | 1999 |
| ---- | ---- | ---- | ---- | ---- | ---- |
| 30   | 36   | 34   | 60   | 67   | 58   |